# Havnsø
Havnsø is een havenplaats in de Deense regio Seeland, gemeente Kalundborg, en telt 866 inwoners (2008).